# Pain de Gênes
Le pain de Gênes, appelé aussi gâteau de Gênes ou ambroisie, est une pâtisserie à l'origine incertaine, dont la version moderne a été créée en 1850 à Paris par Fauvel, chef pâtissier au sein de la maison Chiboust.
C'est un gâteau à la poudre d'amandes.

## Historique
Il existe de nombreuses versions sur l'origine de ce gâteau, qui ne doit pas être confondu avec la génoise.
Dans sa version moderne, le pain de Gênes aurait d'abord été créé sous le nom d'« ambroisie » par un dénommé Fauvel, alors employé de la pâtisserie Chiboust, rue Saint-Honoré à Paris. Fait à partir d'amandes hachées, de beurre, d'œufs et de sucre, il est cuit dans un moule à pain de Gênes, rond et plat, à bord cannelé, puis glacé au curaçao, au kirsch ou au marasquin.
Deux ans plus tard, en 1852, Fauvel rejoint la maison Frascati, boulevard Montmartre, emportant avec lui sa recette. Il la revisite à peine et la rebaptise « pain de Gênes », en souvenir du siège qu'a subi le général Massena à Gênes, durant la deuxième campagne d'Italie. La légende raconte que les habitants affamés y ont survécu en mangeant des dizaines de milliers de kilos d'amandes.